# Réception de la pensée de Friedrich Nietzsche
La réception de la pensée de Nietzsche analyse la façon dont l’œuvre et la pensée du philosophe allemand Friedrich Nietzsche se sont propagées, d'abord en Europe puis dans le monde, à partir de la fin du XIXe siècle.
La philosophie de Friedrich Nietzsche a acquis une grande renommée à partir des années 1890, et elle a eu une profonde influence parmi les intellectuels du XXe siècle.
Du vivant de Nietzsche, sa pensée fut diffusée d'abord en Scandinavie, par Georg Brandes — le « découvreur » de Nietzsche qui fit des conférences sur lui en 1888 —, et par August Strindberg. Son œuvre est connue en France dès la fin du XIXe siècle, mais elle n'est traduite que jusqu'en 1898 par Henri Albert dans la revue Mercure de France. Un phénomène similaire se produit en Italie, en Pologne, en Russie et en Angleterre. 
À la fin de sa vie au début du XXe siècle, alors qu’il n’est plus conscient, ce sont surtout des artistes, écrivains et penseurs (Khalil Gibran, André Gide, Hermann Hesse, Níkos Kazantzákis, Thomas Mann, Albert Schweitzer), des psychologues (sa conception de l'homme animal déterminé par l'économie de ses pulsions influence également Freud) et certaines idéologies politiques de droite comme de gauche (socialisme, anarchisme, nationalisme allemand) qui s’inspirent de sa pensée. En revanche, sa philosophie intéresse peu les philosophes.
Dans les années 1930, les œuvres de Nietzsche sont récupérées par les nazis et les fascistes italiens. Elles deviennent ensuite, dans les années 1960, une référence pour de nombreux intellectuels français. Pendant cette période, cette influence concerne surtout la philosophie continentale. Dans le domaine anglo-saxon, Nietzsche avait en effet été très tôt condamné par Bertrand Russell et d’autres philosophes analytiques.
À partir de l'édition Colli-Montinari, tous les commentateurs purent accéder aux carnets de Nietzsche, au lieu de recourir à des éditions de fragments posthumes qui ne respectaient pas l'ordre chronologique, et qui se présentaient parfois comme l'œuvre inachevée de Nietzsche qu'il n'aurait pas eu le temps de terminer. Ces éditions, fautives et non scientifiques par leur caractère sélectif, se sont révélées être des mystifications, puisqu'il est établi depuis les années 1930 que Nietzsche avait abandonné l'idée d'écrire une somme de son "système" (voir La Volonté de puissance).

## Une influence souterraine internationale (1875 - 1889)

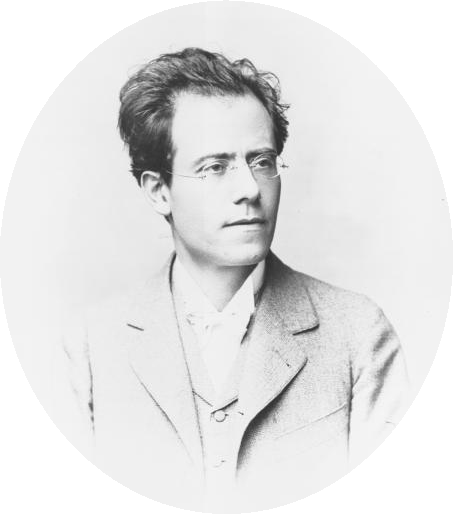
Gustav Mahler

Après le succès polémique de La Naissance de la tragédie, qui lui a valu de nombreuses critiques et le soutien du milieu wagnérien, Nietzsche voit sa modeste célébrité décroître, et ce n’est que dans les années 1890, alors qu’il est mentalement mort, que ses œuvres gagneront peu à peu une large audience internationale. Néanmoins, il est connu et apprécié de quelques personnes avant cette période. Dès 1875-1878, Gustav Mahler et Victor Adler (Empire d'Autriche), membres du cercle Pernerstorfer, lisent Nietzsche. En 1874, Gabriel Monod écrit deux comptes-rendus dans une revue française. En 1877, Marie Baumgartner traduit en français Richard Wagner à Bayreuth et Nietzsche correspond de 1886 à 1888 avec Hippolyte Taine qui s’efforcera à le faire connaître en France. Au Danemark, en 1888, Georg Brandes consacre des conférences au « radicalisme aristocratique » de Nietzsche. À la fin de l’année 1888, Nietzsche entretient également une brève correspondance avec August Strindberg, écrivain suédois, et évoque avec lui l’éventualité d’une traduction d’une de ses œuvres.
En dehors du domaine de la philosophie, quelques-unes des premières études philologiques de Nietzsche suscitent l’intérêt, par exemple de Victor Brochard qui cite Nietzsche dans Les Sceptiques grecs (1887).
À la fin de sa vie consciente (1888), Nietzsche sait que ses œuvres sont lues dans de nombreux pays, quoique ses lecteurs ne soient pas très nombreux :

« À Vienne, à Saint-Saint-Pétersbourg, à Stockholm, à Copenhague, à Paris et à New-York, partout on m’a découvert : on ne l’a pas fait dans ce plat pays de l’Europe, l’Allemagne…  »

Pourtant, il semble se tromper au sujet de l’Allemagne, puisqu’il est lu dans son pays non seulement par des individus isolés, mais aussi dans des cercles intellectuels peu connus et par des groupes radicaux aux orientations politiques diverses (socialistes, antisémites, chrétiens orthodoxes, wagnériens). Cette « erreur » est en réalité intentionnelle, puisque Nietzsche connaît ces lecteurs, mais ne les prend pas au sérieux :

« C’est un fait curieux dont j’ai peu à peu pris conscience. J’ai une certaine « influence » — souterraine bien sûr. Parmi les partis radicaux (socialistes, nihilistes, anarchistes, antisémites, chrétiens orthodoxes, wagnériens) je jouis d’une réputation particulière et presque mystérieuse. Les antisémites apprécient mon Zarathoustra, cet "homme-divin" ; il y a une interprétation antisémite en particulier qui m’a vraiment fait rire. »

## L’ «explosion de la renommée» de Nietzsche (1890 - 1914)

### En Allemagne
Les années 1890-1894 voit ce que Mazzino Montinari a appelé l’ « explosion de la renommée » de Nietzsche. Hinton Thomas situe plus exactement cette explosion en 1890, car c’est à partir de cette année que le nom de Nietzsche apparaît régulièrement dans des journaux allemands, dont certains de tendance socialiste (Die Gesellschaft, Die Freie Bühne). Les œuvres de Nietzsche atteignent à partir de ce moment un large public en Allemagne.

#### Un prophète en son pays
Approuvé ou critiqué, Nietzsche devient rapidement un auteur majeur pour les intellectuels des classes moyennes et un penseur symptomatique de l’Allemagne posant des problèmes typiquement allemands. Si des opposants voient en lui un « slave » ou un « polonais » étranger à la « germanité », Nietzsche est perçu dans l’ensemble comme un penseur dont le destin est lié à celui de son pays. Aussi les critiques de Nietzsche contre l’Allemagne sont-elles considérées comme des critiques essentiellement allemandes, comme le fruit d’une « auto-crucifixion » impensable sans son contexte protestant, selon le mot de Thomas Mann. 
Ce lien supposé à la « nature » et au destin de la culture allemande fait de Nietzsche un objet de culte. En 1896, Georg Simmel écrit que Nietzsche donne de nouveaux critères modernes pour la morale, et, en 1900, Kurt Breysig estime que Nietzsche est le guide de l’humanité future et le compare au Bouddha et à Jésus-Christ. Ce qu'Aschheim qualifie d’idolâtrie suscite de nombreuses critiques qui proviennent surtout de la droite : la subversion des œuvres de Nietzsche est le résultat d’un esprit malade qui a sombré dans la démence et qui, écrit Theodor Fritsch en 1911, produit une influence morbide sur les esprits jeunes et faibles, jusqu’à les conduire au suicide.

#### Éléments de contexte: individualisme et socialisme
Selon Hinton Thomas, si l’on se penche sur les articles consacrés à Nietzsche en Allemagne à cette époque, on s’aperçoit que la raison de ce succès réside principalement dans ses idées philosophiques sur l’individualité qui entrent en consonance avec les préoccupations de l’époque : l’industrialisation rapide de l’Allemagne a produit un sentiment d’impersonnalité ; le Kaiser vient de mourir, Bismarck a été congédié, et les socialistes ont l’espoir de voir abolir les lois anti-socialistes ; l’époque semble pleine de possibilités, et le style prophétique de Nietzsche semble en être l’écho ; on peut ajouter à cela la critique de l’hypocrisie bourgeoise dans les Considérations inactuelles qui reçoit un accueil favorable chez les jeunes socialistes.
La libération et l’affirmation du moi et la formule de Nietzsche « Deviens ce que tu es » trouvent donc un public préparé à ce genre d’idées. Par exemple, les articles de la Geselschaft soulignent que c’est à Nietzsche que l’on doit la prise de conscience de l’individualité ; et Oswald Spengler écrira qu’il approuvait les idées de Nietzsche avant même de l’avoir lu. Ceci explique également pourquoi les écrits de Nietzsche ne rencontrent pas seulement du succès auprès d’écrivains et d’intellectuels, mais au sein de mouvements sociaux et politiques que Nietzsche avait pourtant condamnés (socialisme et anarchisme). Des philosophes comme Bruno Wille ne voient pas en effet les critiques de Nietzsche comme des condamnations définitives, mais comme la nécessité d’affirmer l’individualité contre la sclérose jugée tyrannique d’un parti politique comme le SPD et contre ce qui est perçu comme des compromissions réformistes.
Cette réception n’est cependant pas unanimement favorable, puisque le marxiste Franz Mehring verra en Nietzsche un « philosophe du capitalisme », critique qui préfigure celle du hongrois Georg Lukács. Mais, dans l’ensemble, c’est la gauche qui, en Allemagne, reçoit favorablement la pensée de Nietzsche, tandis que les milieux conservateurs, aristocratiques, pangermanistes et antisémites (Paul de Lagarde, Theodor Fritsch) lui sont hostiles ou indifférents. Cette hostilité durera jusqu’en 1914 et sera encore perceptible dans les critiques de la pensée de Nietzsche par des membres du NSDAP jusqu’à la fin des années 1930.

### En France
Après l’Allemagne, la France est le pays où la réception des œuvres de Nietzsche a donné lieu au plus grand nombre de livres, d’articles et de traductions. Plus généralement, en langue française, on peut y ajouter la publication d’articles en Belgique, dans la revue la Société nouvelle.

#### Premiers contacts
Les premiers contacts de Nietzsche avec des intellectuels français datent de l'époque de ses relations avec Richard Wagner. À Bayreuth, dans les années 1870, il rencontre Édouard Schuré, Catulle Mendès, Judith Gautier, Téodor de Wyzewa et l’historien Gabriel Monod, qui est sans doute l'un des premiers Français à avoir écrit sur le philosophe : en 1874 paraissent deux comptes-rendus sur les première et quatrième Considérations inactuelles, dans la Revue critique d'histoire et de littérature. L'identité de l'auteur de ces notices n’est cependant pas certaine.
Si Monod critique vivement le style de Nietzsche, il en apprécie la verve et en recommande le fond. Nietzsche, de son côté, pense que Monod peut le faire connaître en France, et lui envoie ses œuvres. Monod amènera ou encouragera Romain Rolland, Charles Andler et Daniel Halévy à s'intéresser à Nietzsche, et c’est par son intermédiaire que Nietzsche entre en relation avec Hippolyte Taine.
La première réception publique de Nietzsche en France, dans les journaux, se fait à l’initiative de Hippolyte Taine, avec qui Nietzsche eut une brève correspondance de 1886 à 1888. Mais Nietzsche est certainement connu et lu en allemand en France avant les années 1890, d’après le témoignage de Charles Maurras.
Taine recommande Jean Bourdeau à Nietzsche pour la traduction de l’une de ses œuvres. Bourdeau pourra aussi le faire connaître par l’intermédiaire de la Revue des deux Mondes (où commenceront à paraître des articles sur Nietzsche à partir de 1888). Mais l’anti-wagnérisme de Nietzsche lui vaut une certaine hostilité des milieux parisiens, dont Bourdeau fait partie, et, par la suite, celui-ci décrira Nietzsche comme un penseur brutal.
Plusieurs wagnériens vont publier les tout premiers articles sur Nietzsche ; ces articles seront critiques à l’égard de la pensée de Nietzsche. Téodor de Wyzewa et Édouard Schuré, qui ont tous deux rencontré Nietzsche à Bayreuth dans les années 1870, soulignent en effet le nihilisme et ce qu’ils jugent comme le caractère malsain et maladif des œuvres de Nietzsche.
Malgré cette première présentation négative de Nietzsche en France, des articles moins critiques commencent à paraître régulièrement dans plusieurs revues : la Revue blanche, L'Ermitage, etc. Daniel Halévy, en 1892, nous apprend que la Revue bleue, le Figaro et la Revue des deux Mondes ont publié les tout  premiers articles sur Nietzsche, mais la célébrité de ce dernier est encore limitée : en 1891, Téodor de Wyzewa affirme que personne ne connaît Nietzsche en France ; trois ans plus tard, en 1894, Nietzsche demeure, selon Henri Albert, inconnu, du moins peu lu :
« Il est célèbre chez nous et on le connaît à peine. Nommé à tout propos, comme son précurseur Schopenhauer, il partage avec lui cette destinée étrange d'avoir son nom dans toutes les bouches, tout en restant entièrement ignoré. On cite à tout propos ses aphorismes mal compris et son œuvre se cache encore dans les ténèbres de l'inconnu. »
En 1898 paraît le livre qui va marquer l’entrée de Nietzsche dans l’enseignement français : La Philosophie de Nietzsche de Henri Lichtenberger. Il s’agit d’un essai tiré d'un cours donné à l’Université de Nancy et il constitue la première tentative d’un exposé d’ensemble cohérent de la pensée de Nietzsche.

#### Premières traductions
Si l’on excepte la première traduction en français de Nietzsche en 1877 (éditée seulement en Allemagne et lue en Suisse romande), les œuvres de ce dernier commencent à être traduites à partir de 1892. C’est en effet de cette année que date la traduction du Cas Wagner par deux jeunes wagnériens, Daniel Halévy et Robert Dreyfus. Avec Marcel Proust et d’autres artistes, ces deux traducteurs fondent la même année la revue Le Banquet, dont Dreyfus dira qu’elle servait à faire du prosélytisme pour Nietzsche. Ils y publient l’un des tout premiers articles sur le philosophe, intitulé Frédéric Nietzsche, accompagné de deux extraits de Au-delà du bien et du mal.
Le rythme des publications s’accroît lentement jusqu’en 1898, avec, après une première traduction de L'Antéchrist en 1895, la traduction d'Ainsi parlait Zarathoustra par Henri Albert qui commence la traduction des œuvres complètes de Nietzsche. Cette même année 1898, André Gide, dans la Lettre à Angèle datée du 10 décembre, écrit que « L’influence de Nietzsche a précédé chez nous l’apparition de son œuvre. » La traduction d'Albert met fin à cette situation paradoxale décrite aussi dans la revue L'Illustration du 26 novembre 1898 :
« Le philosophe allemand Friedrich Nietzsche a, depuis dix ans, chez nous, l'étrange situation d'un auteur fameux – et même à la mode – dont nous n'avons jamais, pour ainsi dire, pu lire une seule ligne, aucun de ses ouvrages importants n'ayant été traduits en français. Mais, grâce à Henri Albert, cette situation anormale va enfin cesser […] »
L’histoire des premières traductions françaises de Nietzsche est intimement liée à l’influence de la sœur du philosophe, Elisabeth Förster-Nietzsche. À Naumburg, à partir de 1894, elle met en effet en chantier l'édition des œuvres de Nietzsche. Elle rassemble les droits de publication chez un seul éditeur et entreprend de promouvoir l'œuvre de son frère. Henri Albert est en relation étroite avec les Archives Nietzsche (transférées à Weimar en 1896) et s'efforce de s'assurer le monopole de la traduction. Il se plaindra ainsi à la sœur de Nietzsche de la traduction du Cas Wagner par Halévy et Dreyfus.
Si la mode, en France, était à Nietzsche avant même qu'il ne fut traduit, l'entreprise de traduction de ses œuvres n'eut aucun succès. En mai 1899, 214 exemplaires de Zarathoustra et 155 de Par-delà le bien et le mal ont été vendus. En 1911, seul Zarathoustra est un succès de librairie, les autres livres ne se vendent pas. Cette édition sera très sévèrement jugée par Charles Andler et Geneviève Bianquis ; pour cette dernière, la traduction est :
« incomplète et rédigée dans une langue barbare qui ne rend pas justice au texte. »
On peut d’ailleurs noter que la traduction du Zarathoustra est revue par Fritz Koegel, du Nietzsche-Archiv, qui en relève les faiblesses. Mais les traductions d'Albert trouvent des défenseurs en André Gide et Paul Valéry, qui en apprécient les qualités littéraires, et elle sera couronnée par l'Académie française. De nos jours, Jacques Le Rider estime qu'il s'agit d'une traduction littéraire fraîche et souvent brillante, qui comporte cependant nombre de contre-sens et d'omissions.

#### Éléments contextuels
La réception de Nietzsche en France s’inscrit dans un contexte intellectuel et historique qui est déterminant non seulement pour les premiers lecteurs et les premières traductions, mais aussi pour les interprétations ultérieures. On peut relever les éléments suivants :

##### Nietzsche, français ou allemand?
En premier lieu, selon Geneviève Bianquis, il y a en France des courants littéraires et philosophiques qui présentent des similarités avec la philosophie de Nietzsche, au point que l’on pourrait parler d’un « pré-nietzschéisme latent » : le scepticisme traditionnel (Montaigne), la psychologie désabusée ou pessimiste, le transformisme de Lamarck, le déterminisme fataliste de Taine, le scepticisme aristocratique de Ernest Renan. Bianquis donne l’exemple plus détaillé d’un écrivain sceptique et ironique tel qu’Anatole France : bien que ce dernier ait lu et peu apprécié Nietzsche, il exprime, dans Les Opinions de Jérôme Coignard (1893), des idées proches ou comparables. Mais cette idée d’un pré-nietzschéisme français ne fait pas l’unanimité, et Mazzino Montinari, prenant le contre-pied de Bianquis, estime au contraire que c’est Nietzsche, par sa familiarité avec les auteurs français, qui s’est assimilé à la culture française. Dans les deux cas, Nietzsche serait donc à certains égards un penseur plus français qu’allemand, et ceci expliquerait l’ampleur de sa réception en France.
Cette question d’un « Nietzsche français », de la relation de Nietzsche à la culture française, demeure d’actualité,,. Mais la légitimité même de ce débat pose problème, puisque, d’une part, Nietzsche est lu par des cosmopolites, et que, d’autre part, plusieurs écrivains (Jules Lemaître, Paul Valéry) ont manifesté un fort scepticisme, voire de la désapprobation, à l’encontre de l’idée que Nietzsche se faisait de la France ; la figure du « Nietzsche français » apparaît comme une construction, soit a posteriori par des commentateurs français, soit de Nietzsche lui-même dans son désir d’être lu en France. Aussi, pour Laure Verbaere :
« […] l’hypothèse d’un « pré-nietzschéisme latent » (Bianquis) et l’argument de la francisation de Nietzsche sont les deux facettes d’un problème vraisemblablement mal posé. »

##### Oppositions diverses
Que ce contexte intellectuel favorable soit réel ou non, la pensée de Nietzsche se heurte au traditionalisme chrétien et au succès de Tolstoï à cette époque, et elle fait face à la réticence des wagnériens français. Avec le déclin du wagnérisme parisien à partir du milieu des années 1890, le nietzschéisme français aura de plus en plus de succès. En témoigne la publication de ses œuvres au Mercure de France, revue où publiaient des wagnériens.

##### Nietzsche, poète et visionnaire
La réception littéraire de Nietzsche a également marqué pour plusieurs décennies la manière dont Nietzsche sera perçu en France. La traduction de Albert n’est pas l’œuvre d’un philosophe ni d’un universitaire, et elle brille avant tout par ses qualités littéraires, plus que par sa précision. En 1897, Monod consacre quelques pages à Nietzsche dans ses Portraits et souvenirs ; le jugement qu'il exprime résume cette réception littéraire : Nietzsche, selon Monod, est un écrivain, moraliste, poète et visionnaire, mais il n’est pas un philosophe sérieux.

##### Influence des choix éditoriaux
Les choix éditoriaux influencent également la réception de la pensée de Nietzsche. L’ordre de parution des traductions de Albert ne permet pas en effet aux lecteurs français d’appréhender chronologiquement l’œuvre de Nietzsche. Albert traduit d’abord Ainsi parlait Zarathoustra, puis Par delà le bien et le mal, dans le souci de publier les textes susceptibles d’avoir le plus de succès. Les lecteurs français de Nietzsche devront attendre plusieurs années pour prendre progressivement connaissance, dans le désordre, de l’ensemble des œuvres édités du vivant de Nietzsche. Dans l’intervalle, Albert et d’autres écrivains, proposeront des compilations de textes dont le choix et l’organisation peuvent apparaître arbitraires ou tendancieux. Ainsi, dans un souci de présenter un Nietzsche français, Albert traduit-il en premier lieu des textes francophiles et anti-Allemands. On peut également noter qu’aucun des textes philologiques de Nietzsche, ainsi qu’aucun de ses écrits sur la Grèce, les penseurs grecs, l’éducation, etc., textes datant des années 1870, ne sont traduits.

##### L’Antigermanismed’extrême droite
Un autre élément de contexte, histoire et politique, est la question des relations culturelles franco-allemandes à la fin des années 1890. Si certains lecteurs de Nietzsche, comme Rémy de Gourmont, sont favorables à une influence de l’Allemagne sur la culture française, d’autres, dans les milieux d’extrême droite, y sont opposés. À ce dernier groupe appartiennent Henri Albert et Pierre Lasserre, ce dernier étant proche de l'Action française. Selon Lasserre, Nietzsche est un « Allemand d'exception » qui a défendu la France contre la fausseté de la culture allemande. Quant à Henri Albert, il était pour une séparation de ces cultures, avant de devenir, après 1914, un nationaliste germanophobe proche des idées de Barrès. Ainsi l'accueil de Nietzsche en France ne signifie-t-il pas nécessairement une ouverture à la culture allemande, mais dans certains cas le contraire, puisque Nietzsche est utilisé pour combattre l'influence intellectuelle allemande. En témoigne Jacques Bainville (figure de l’Action française), écrivant :
« Henri Albert aura été un des initiateurs de la défense intellectuelle et morale contre le germanisme, ce qui conduisait droit à la défense politique contre l'Empire allemand. Par sa célèbre traduction de Nietzsche, Henri Albert était allé chercher en Allemagne même des armes pour cette réaction de l'intelligence. »

#### Bilan

##### Un double malentendu
Pour Laure Verbaere, la réception de Nietzsche en France repose sur deux malentendus.
Le premier a été formulé par Geneviève Bianquis. Selon cette dernière, l’un des aspects frappants de la réception française de Nietzsche dans ces années 1890-1910 est son caractère hétérogène : Nietzsche est interprété et lu de manière très variée et contradictoire. En suivant Bianquis, on en peut donner une illustration par les cas prépondérants suivants :
- Nietzsche est un esprit destructeur, anarchiste et nihiliste (Bourdeau, Wyzewa, Schuré, Alfred Fouillée) ;
- la philosophie de Nietzsche est une philosophie de l’esprit latin contre l’esprit germanique, du Midi contre le Nord, du paganisme contre le christianisme (extrême droite) ;
- la philosophie de Nietzsche est une philosophie individualiste et émancipatrice (Rémy de Gourmont) qui peut être fusionnée au socialisme (Georges Palante, Charles Andler) ;
- Nietzsche est un aristocrate rétrograde (critique de J.H. Rosny) qui prône un retour à l’ordre, un gouvernement des élites contre la démocratie et son esprit mesquin (idée soutenue par Lasserre).

Ainsi, selon Bianquis, le Nietzsche de la première réception française est-il écartelé, tiré en tous sens, sans souci de synthèse, hormis des exceptions comme Lichtenberger, ce qui revient à dire que l’image de Nietzsche a été façonnée selon les attentes de ses lecteurs français. Le malentendu réside alors dans le fait que ce Nietzsche français, quoique hétéroclite, a pu passer pour le « vrai Nietzsche » et être parfois opposé à d’autres Nietzsche nationaux, tout particulièrement le « Nietzsche allemand ». Aussi, pour Bianquis, cette première réception française montre en réalité l’absence complète d’influence de Nietzsche en France.
Le second malentendu est l’image que Nietzsche se faisait de la France et des lecteurs qu’il souhaitait atteindre.

##### Bilan en statistiques
Au cours des années 1890-1910, Nietzsche est devenu l’un des philosophes les plus en vue, sinon le penseur le plus discuté, dominant la scène intellectuelle française. Pour illustrer ce succès, Jacques Le Rider cite les statistiques établies dans sa thèse par Angelica Schober[réf. nécessaire] : 47 livres et plus de 600 articles sont consacrés à Nietzsche. 10 personnes sont les auteurs d’environ la moitié de cette production, parmi lesquelles Daniel Halévy, Henri Lichtenberger, Pierre Lasserre, Alfred Fouillée, Émile Faguet, V. de Pallarès, Georges Dwelshauvers et Ernest Seillière.

### Réceptions dans d’autres pays
Les raisons qui expliquent les débuts de la célébrité de Nietzsche en Allemagne peuvent également expliquer l’accueil relativement favorable qui lui est fait en Russie et en Angleterre. Des auteurs comme Maxime Gorki ou Anatoli Lounatcharski tentent de concevoir un marxisme nietzschéen. L’idée de Lounatcharski était de concilier esthétisme et marxisme, et de faire de l’art une force révolutionnaire capable de changer les consciences.
En Angleterre, Nietzsche obtient dès 1890 un immense succès populaire reposant sur sa critique du christianisme et de la morale bourgeoise. Un nietzschéisme se développe alors dans la Fabian Society, sous l’impulsion notamment de George Bernard Shaw.

## Le nazisme et Nietzsche (1930 - 1940)
Malgré quelques réserves similaires aux critiques anti-nietzschéennes précédant la Première Guerre mondiale, Nietzsche va devenir dans la propagande nazie une figure intimement liée à Adolf Hitler et une importante source de justifications idéologiques.
Les écrits de Nietzsche, trente ans après sa mort, ont en effet servi de caution au régime nazi, comme bien d'autres classiques de la culture allemande (Goethe et Kant entre autres). Cette utilisation ne fut cependant possible qu'au prix d'une falsification des textes, dont Alfred Bäumler fut l'un des principaux artisans, et d'une condamnation de certains des aspects de sa pensée que les nazis ont perçus comme anti-germaniques et philosémitiques. Ce fut le cas par exemple de Heinrich Härtle, qui, dans Nietzsche und der Nationalsozialismus (1937), s'efforce de relativiser les thèses nietzschéennes trop manifestement incompatibles avec le nazisme, dans le but de faire de Nietzsche un précurseur de Hitler. Les Alliés contribuèrent également à diffuser cette image de précurseur, puisqu'ils présentèrent Nietzsche comme le « philosophe fou » inspirateur de la barbarie allemande ; on retrouve le même genre d'idées chez Bertrand Russell et Karl Popper.
Néanmoins, comme le remarque Mazzino Montinari, cette propagande n'empêchait pas de lire Nietzsche sans déformer ses textes, et quelques philosophes l'ont en effet défendu contre le nazisme (c'est le cas de Karl Jaspers et de Karl Löwith). Dans une recension d'une traduction de textes posthumes de Nietzsche datant de 1935, Henri Sée écrit par exemple que ces textes montrent de manière évidente que Nietzsche condamne le nationalisme, le racisme et l'antisémitisme. Malgré ses défenseurs, la pensée de Nietzsche est restée intimement liée au nazisme des années 1930 au début des années 1950. En effet,  les métaphores animales dans sa Généalogie de la morale, dénigrant le faible incarné en « l'agneau, la brebis » (animal auquel s'identifient les Juifs dans la Bible hébraïque) moquée et mangée par le fort représenté par  l'« aigle » (symbole de l'Empire allemand) ont évidemment pu laisser penser qu'elles  avaient servi indirectement la propagande nazie antisémite.

## Après-guerre: réhabilitation

### Les falsifications
Voir La Volonté de puissance pour un exposé détaillé de la falsification de ce livre.
Les textes de Nietzsche ont subi de nombreuses manipulations et ont été utilisés de manières fort diverses. On a vu comment les nazis se les étaient appropriés ; mais ces manipulations commencent dès les années 1890 avec la sœur de Nietzsche qui fait publier un recueil fictif, intitulé La Volonté de puissance.
À partir des années 1960, l’édition scientifique de Giorgio Colli et Mazzino Montinari, accessible sur http://www.nietzschesource.org/, mettra fin à cette situation.

### La «dénazification» de Nietzsche

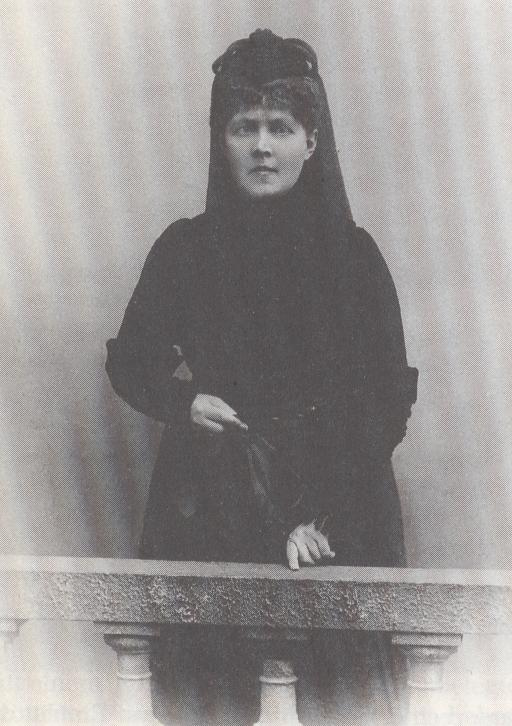
La sœur de Nietzsche fut accusée d’avoir mis l’œuvre de son frère au service du nazisme.

Après la Seconde Guerre mondiale, Nietzsche a fait, dans plusieurs pays, l'objet d'un processus de réhabilitation qui a conduit à rejeter la responsabilité de son appropriation par les nazis sur sa sœur, Elisabeth Förster-Nietzsche. Cette responsabilité a cependant été fortement mise en cause, du fait principalement que les supposées falsifications dont elle s'est rendue coupable ne concernent quasi exclusivement que ses relations avec son frère.
Quelques commentateurs, comme, parmi les commentateurs de langue anglaise, Walter Kaufmann, tentèrent de « dépolitiser » Nietzsche, afin d'en faire un philosophe exclusivement tourné vers la culture de l'individu, mais cette interprétation s'est heurtée à l'objection que Nietzsche cherche à déterminer un contexte politique et social favorable à cette culture.

## La «construction française de Nietzsche»
En France, cette réhabilitation se manifeste par des textes (Nietzsche et la Philosophie de Gilles Deleuze, 1962) et des colloques (Royaumont, 1964 ; Cerisy, 1972 où interviennent et discutent, entre autres, Sarah Kofman, Jean-François Lyotard, Jacques Derrida, Karl Löwith, Eugen Fink). On a pu parler, pour désigner ce mouvement, de « construction française de Nietzsche ».

## Fin duXXesiècle, début duXXIesiècle

### Question toujours actuelle de la récupération nazie
Depuis 1945, les interprètes de Nietzsche ont dû assumer la question de ses liens avec le nazisme et ce problème est toujours d’actualité. Deux formes opposées d’interprétations ont vu le jour :
- ceux qui ont repris Nietzsche en laissant de côté, selon un reproche habituellement formulé par le deuxième groupe, les aspects anti-humanistes et anti-démocratiques explicites (par exemple, l’inégalité des hommes, une certaine forme d'eugénisme, le rôle important de la force dans la politique au détriment de la raison).
- ceux qui voient en Nietzsche un auteur qui contribue à l'avènement du fascisme et du nazisme, et auxquels il est reproché de ne pas tenir compte de passages qui le distinguent de ces formes de totalitarisme, de faire de la pensée par-delà bien et mal une apologie inévitable de la violence et de la destruction, alors qu'il s'agit selon eux de penser le monde même dans ses aspects moralement insoutenables (violence de la politique, sélection sociale et communautaire comme des faits naturels, etc.).

Deux auteurs incarnant chacun l’un de ces opposés sont Georg Lukacs et Walter Kaufmann. Dans les années 1990/2000, plusieurs ouvrages ont poursuivi ce débat, et tandis que certains de ces ouvrages tendent à rejeter la philosophie de Nietzsche dans le domaine de l'anti-humanisme barbare, d’autres, au contraire, l’en innocentent.
Aschheim (1992), examinant la pertinence d’un tel débat, souligne qu’il comporte plusieurs inconvénients. En premier lieu, ces deux approches ont peu d’intérêt historique et ajoutent de la confusion à la question des rapports entre la pensée de Nietzsche et le nazisme. Aucune de ces deux approches ne permet en effet de rendre compte de manière nuancée des raisons qui ont permis aux nazis d’utiliser Nietzsche : il s’agit d’accuser ou de produire une apologie.
Dans le premier cas, la réticence des nazis à l’égard de certaines positions de Nietzsche devient énigmatique (pourquoi et comment ont-ils récupéré Nietzsche, alors que celui-ci insulte littéralement les nationalistes et les antisémites ?) ; dans le second cas, c’est l’affinité que les nazis sentent à l’égard de Nietzsche qui devient un mystère. Jacques Derrida a posé ce problème en ces termes : on ne peut pas faire une falsification à partir de rien, donc comment une falsification est tout simplement possible ?
En second lieu, prendre position dans un tel débat revient à appauvrir la portée des textes de Nietzsche qui comportent de nombreuses possibilités d’interprétations, dont le nazisme qu’il s’agirait justement d’expliquer.
À la suite de problèmes de ce genre, un certain nombre de commentateurs, principalement de langue anglaise, ont privilégié une approche plus historique, et moins polémique, des relations entre la pensée de Nietzsche et l’idéologie nazie. On peut citer par exemple le recueil d’articles édité par Jacob Golomb et Robert S. Wistrich, Nietzsche, Godfather of Fascism? On the Uses and Abuses of a Philosophy, publié en 2002.

#### Nationalisme, nazisme et fascisme
Dans l'ensemble, les commentateurs de Nietzsche s'accordent à trouver dans les textes de Nietzsche des points de ressemblance avec le nazisme susceptibles d'expliquer en partie l'ampleur de la récupération idéologique des idées de ce philosophe. C'est le cas par exemple du mépris de Nietzsche pour la démocratie et pour l'idée d'égalité entre les êtres humains (qui est chez Nietzsche inspiré par un texte hindou orthodoxe, les Lois de Manou, reprenant à son compte la séparation de la société avec des brâhmanes/philosophes, kshatriya/guerrier, etc.). Mais les incompatibilités (dont les idéologues nazis avaient conscience, comme cela a été indiqué) sont également nombreuses, ce qui rend difficile la tâche de rendre compte des rapports historiques entre la pensée de Nietzsche d'un côté et le nazisme et le fascisme de l'autre. Cette difficulté, qui consiste à comprendre comment Nietzsche a pu être utilisé par le nazisme, divise les commentateurs, et a donné lieu à de nombreuses interprétations contradictoires.
Parmi les incompatibilités les plus notables, on trouve de nombreux aphorismes dans lesquels Nietzsche dénonce les différents aspects de ce qui allait devenir le fascisme italien et le nazisme : l'État fort, l'antisémitisme, le racisme, le nationalisme, le militarisme, le populisme, etc. Il existe ainsi chez Nietzsche un mépris certain pour l'emprise de l'État (« le plus froid des monstres froids »), mépris qui suggère l'idée que les systèmes totalitaires ou collectivistes épuisent les peuples et les dépossèdent de leur avenir en détruisant les germes de la culture. Nietzsche critique en outre l'idée d'un asservissement de l'individu d'exception à la masse. Il exprima également son mépris des idéologies raciales (il parle ainsi de « fumisterie des races »), et dénonce sans ambiguïté les affabulations du mythe aryen (« balourdise aryenne » qui n'existe que par une falsification de l'histoire).
Pour illustrer plus en détail l'une de ces incompatibilités, on peut prendre le cas du nationalisme : Nietzsche écrit dans Le Voyageur et son ombre, en 1878 :
« Partout où l’ignorance, la malpropreté et la superstition sont encore coutumières, partout où le commerce est faible, l’agriculture misérable, le clergé puissant, on rencontre encore les costumes nationaux. »
L'esprit national, qui s'exprime dans des costumes traditionnels, n'existe donc que par la pauvreté et l'ignorance d'un peuple dominé par une caste dont l'intérêt est de maintenir la population dans la misère.
En 1882, dans Le Gai Savoir, il développe la même opinion :
« [...] mais d’autre part nous sommes bien loin d’être assez « allemands » — tel qu’on emploie aujourd’hui le mot « allemand » — pour être les porte-parole du nationalisme et de la haine des races, pour pouvoir nous réjouir des maux de cœur nationaux et de l’empoisonnement du sang, qui font qu’en Europe un peuple se barricade contre l’autre comme si une quarantaine les séparait. Pour cela nous sommes trop libres de toute prévention, trop malicieux, trop délicats, nous avons aussi trop voyagé : nous préférons de beaucoup vivre dans les montagnes, à l’écart, « inactuels », dans des siècles passés ou futurs, ne fût-ce que pour nous épargner la rage silencieuse, à quoi nous condamnerait le spectacle d’une politique qui rend l’esprit allemand stérile, puisqu’elle le rend vaniteux, et qui est de plus une petite politique : — n’a-t-elle pas besoin, pour que sa propre création ne s’écroule pas aussitôt édifiée, de se dresser entre deux haines mortelles ? n’est-elle pas forcée de vouloir éterniser le morcellement de l’Europe en petits États ? »

#### La question de  l'antisémitisme
À cause de l'enrôlement de sa pensée par le nazisme, Nietzsche a été accusé d'antisémitisme, accusation qui a fait l'objet de nombreuses polémiques. Tout au long du XXe siècle, des commentateurs se sont efforcés de démontrer la fausseté de ces accusations ; c'est le cas par exemple de Sarah Kofman qui, dans Le Mépris des Juifs, recense tous les textes de Nietzsche parlant de ce sujet dans le but de laver Nietzsche de tout soupçon. Ses conclusions n'ont toutefois pas entièrement convaincu. Plutôt que de chercher à innocenter Nietzsche à tout prix, les commentateurs distinguent aujourd'hui différents aspects des rapports de Nietzsche à l'antisémitisme : les propos antisémites effectivement tenus par Nietzsche pendant sa période wagnérienne ; son rejet définitif du wagnérisme et son philosémitisme à partir de la fin des années 1870 ; les distinctions qu'il fait dans l'histoire du peuple juif et qui apparaissent principalement à partir de la Généalogie de la morale (1887) ; sa haine personnelle contre les antisémites ; enfin, l'utilisation qu'il fait de préjugés antisémites.
Vers l'époque de sa rencontre avec Wagner, Nietzsche révèle des réactions antisémites dans sa correspondance. Parmi bien d'autres exemples, il écrit à sa sœur :

« J’ai enfin trouvé une auberge où il est possible de jouir de mes repas sans avoir à subir la vue de ces espèces de mufles juifs. »

Toutefois Nietzsche semble également se tenir à distance ; alors que la polémique avec Ulrich von Wilamowitz-Moellendorff, à l'occasion de la parution de La Naissance de la Tragédie, donne lieu à des propos antisémites de la part d'Erwin Rohde et d'autres de ses proches, on n'en trouve aucune trace dans les textes de Nietzsche.
À la suite de sa rupture avec Wagner et de son rapprochement avec Paul Rée, Nietzsche commence à critiquer les antisémites et plusieurs de ses aphorismes manifestent un philosémitisme marqué :

« Malgré tout, je voudrais savoir jusqu’où, dans une récapitulation générale, il ne faudra pas pousser l’indulgence envers un peuple qui, non sans notre faute à tous, a parmi tous les peuples eu l’histoire la plus pénible, et à qui l’on doit l’homme le plus noble (le Christ), le sage le plus intègre (Spinoza), le livre le plus puissant et la loi morale la plus influente du monde. [...] c’est à leurs efforts que nous devons en grande partie qu’une explication du monde plus naturelle, plus raisonnable, et en tout cas affranchie du mythe, ait enfin pu ressaisir la victoire, et que la chaîne de la civilisation, qui nous rattache maintenant aux lumières de l’Antiquité gréco-romaine, soit restée ininterrompue. Si le christianisme a tout fait pour orientaliser l’Occident, c’est le judaïsme qui a surtout contribué à l’occidentaliser de nouveau : ce qui revient, en un certain sens, à faire de la mission et de l’histoire de l’Europe une continuation de l’histoire grecque. (Humain trop Humain, I, § 475) »

« Et c’est pourquoi nous autres, les artistes, entre les spectateurs et les philosophes, nous avons pour les juifs — de la reconnaissance. (Par-delà bien et mal) »

Ce philosémitisme, qui est essentiellement tourné vers l'avenir de l'Europe, devient cependant plus complexe à partir de l'époque de Ainsi parla Zarathoustra. En effet, selon Yirmiyahu Yovel, dans Les Juifs selon Hegel et Nietzsche, on peut résumer ainsi la position de Nietzsche, en affirmant que Nietzsche n'est pas seulement anti-antisémite, mais qu'il possède une vision nuancée et complexe de l'histoire du peuple juif : 
- Nietzsche éprouve une grande admiration pour la période biblique qui exprime selon lui la conception de la morale la plus sublime, bien supérieure à toute autre culture ;
- Nietzsche critique sévèrement les prêtres de la période du Second Temple ; selon lui, les prêtres juifs ont contribué à renverser la hiérarchie naturelle des valeurs, et, en cela, ils se sont montrés vindicatifs et dangereux. Les critiques contre les prêtres juifs de cette période sont très violentes, et ce sont ces critiques qui sont utilisées pour dénoncer leur caractère jugé antisémite.
- En ce qui concerne la diaspora, les Juifs sont pour Nietzsche bien plus qualifiés pour les grands problèmes de la philosophie que tout autre peuple : ils ont, en Europe, la supériorité intellectuelle. Nietzsche reconnaît l'importance décisive des penseurs juifs du Moyen Âge pour la civilisation occidentale. Il se réjouissait également de voir que l'on trouvait des juifs parmi ses premiers lecteurs, alors qu'il voyait avec un certain dégoût comment ses œuvres étaient interprétées par des Allemands. Après sa mort, bien des intellectuels juifs s'intéressèrent à ses œuvres.

Toutefois, si cette division a été largement acceptée, elle n'est pas unanimement admise, car, pour certains commentateurs, il y a une continuité entre le deuxième et le troisième point. Cette continuité peut être montrée par deux thèses de Nietzsche qui nuancent la virulence de la charge critique contre le type du prêtre judaïque :
- tout d'abord, les juifs ne sont pas exactement désignés comme un peuple décadent, mais, au contraire, comme un peuple fort, qui a utilisé la décadence contre ses ennemis. Dès lors, la critique de Nietzsche, malgré sa dureté, apparaît à bien des égards comme une manifestation d'admiration à l'égard du peuple juif de cette époque, contrairement à la thèse soutenue par Yovel[57] ;
- lorsque Nietzsche attaque le prêtre juif, il montre la filiation entre le judaïsme et le christianisme antisémite du XIXe siècle. De ce point de vue, la critique nietzschéenne n'a pas de motivations antisémites, mais vise à détruire l'idéologie antisémite de son temps et du milieu dont Nietzsche lui-même est issu[58].

Le quatrième aspect des rapports de Nietzsche à l'antisémitisme touche aux rapports personnels qu'il a entretenu avec des tenants de cette idéologie. Nietzsche s'est en effet trouvé confronté directement ou indirectement à des antisémites, non seulement dans le milieu wagnérien et avec son beau-frère, mais également avec l'un de ses éditeurs et avec des antisémites qui ont tenté de l'enrôler dans leur cause. Les réactions de dégout de Nietzsche contre ses personnes sont dénuées d'ambiguïté, et les témoignages à ce sujet sont abondants. On peut par exemple citer des textes où il décrit l'antisémite comme l'incarnation de la bêtise :

« Je ne puis les souffrir non plus, ces nouveaux spéculateurs en idéalisme, ces antisémites qui aujourd'hui se font l'œil chrétien, aryen et bonhomme et par un abus exaspérant du truc d'agitateur le plus banal, je veux dire la pose morale, cherchent à soulever l'élément 'bête à cornes' d'un peuple. »

« Il y a quelque temps, un certain Theodor Fritsch de Leipzig m’a écrit. En Allemagne, il n’existe pas d’engeance plus impudente et crétine que ces antisémites. »

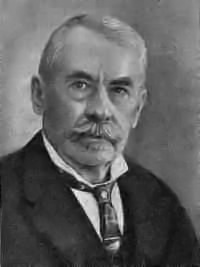
Theodor Fritsch, antisémite « impudent et crétin », accusa Nietzsche d’être « un pauvre savant de pacotille, corrompu par les juifs ».

Au sujet de la récupération de ses textes, Nietzsche écrit :

« Il n'est vraiment pas en Allemagne de clique plus effrontée et plus stupide que ces antisémites. Cette racaille ose avoir dans la bouche le nom Zarathoustra. Dégoût ! Dégoût ! Dégoût ! »

Et, à sa sœur, il décrit le malaise que provoque en lui cette récupération de son nom par des antisémites :

« Personne ne me connaît assez ; et mon histoire de ces quinze dernières années est une énigme pour tout le monde. Nul de mes "amis" ne sait comment on me fait du bien ni comment on me fait du mal. (...) C'est toi, mon pauvre lama, qui as fait une des plus grandes bêtises, et pour toi, et pour moi. Ton mariage avec un chef antisémite exprime pour toute ma façon d'être un éloignement qui m'emplit toujours de rancœur et de mélancolie. [...] On m'a accablé dans les derniers temps de lettres et de feuilles antisémites ; ma répulsion pour ce parti (qui n'aimerait que trop se prévaloir de mon nom !) est aussi prononcé que possible, mais ma parenté avec Förster et le contrecoup de l'antisémitisme de mon ancien éditeur ne cessent de faire croire aux adeptes de ce désagréable parti que je dois être l'un des leurs. Combien cela me nuit et m'a nui, tu ne peux pas t'en faire une idée. La presse allemande étouffe mes écrits sous le silence.(...) Mon abstention éveille la méfiance de tous à l'endroit de mon caractère comme si je reniais en public une chose que je favorise en secret et je ne peux rien faire pour empêcher que les feuilles antisémites utilisent le nom de "Zarathoustra" : cette impuissance m'a déjà presque rendu malade plusieurs fois. »

Face à cette situation, la réaction de Nietzsche est violente, comme il l'écrit à sa mère :

« Ce parti [des antisémites] a pourri à ma suite mon éditeur, ma réputation, ma sœur, mes amis – rien ne répugne plus à mes tendances que cet enchaînement du nom de Nietzsche à celui d’antisémites tels qu’E. Dühring : il ne faut donc pas me tenir rigueur d’employer la légitime défense. Je mettrai violemment à la porte de chez moi quiconque me soupçonnera sur ce point. »

Et dans ce fragment :

« Je mène une guerre impitoyable contre l'antisémitisme — il est l'une des aberrations les plus maladives de l’auto-contemplation hébétée et fort peu justifiée du Reich allemand. »

Enfin, le dernier aspect de cette question concerne l'usage que fait Nietzsche de la rhétorique antisémite de son temps. Si Nietzsche a rompu avec Wagner, s'il a manifesté son philosémitisme, sa haine des antisémites, il utilise néanmoins des préjugés antisémites ; il en inverse cependant la portée. Par exemple, prenant au pied de la lettre le slogan antisémite qu'il y avait trop de Juifs en Allemagne, Nietzsche estime que la solution consisterait peut-être à expulser les antisémites (et non les Juifs donc), afin qu'un tel sentiment d'hostilité disparaisse, et que la culture juive puisse profiter à la culture allemande et à l'Europe. Il reste que Nietzsche utilise parfois des lieux communs antisémites (l'image du Juif riche par exemple, mais dans un sens positif, au contraire du sens péjoratif donné par les antisémites ; néanmoins, cela reste un cliché, même utilisé positivement), mais il n'a  jamais appelé à une quelconque haine envers les Juifs, étant donné l'idée qu'il se faisait de leur importance décisive pour l'avenir de l'Occident.

### Activités de recherche

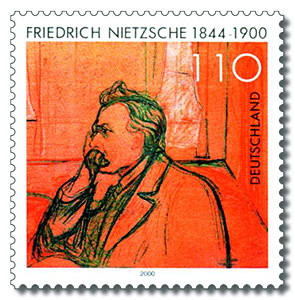
Timbre allemand pour le centenaire de la mort de Nietzsche.

En Europe (en Allemagne, en Italie ou en France), Nietzsche fait régulièrement l’objet chaque année de publications, séminaires et conférences. En France, la consultation du catalogue du Système Universitaire de Documentation (SUDOC) montre que plusieurs thèses sur lui sont soutenues chaque année.
De nombreux chercheurs de toute l'Europe travaillent donc aujourd’hui à l'interprétation de Nietzsche ; le site Nietzsche Source, qui publie les œuvres complètes de Nietzsche, en est un exemple. Sa pensée demeure actuelle pour beaucoup de philosophes qui s'interrogent sur l'essence de la civilisation occidentale et son avenir jugé souvent inquiétant. Paul Valadier note ainsi, en 2003, dans une postface à l'une de ses études sur Nietzsche datant de 1979, que Nietzsche ne fut pas seulement une mode des années 1960 et 1970, mais qu'il continue d'être lu et étudié au XXIe siècle, comme en témoignent des revues spécialisées comme les Nietzsche Studien en Allemagne, et les New Nietzsche Studies aux États-Unis.

## Postérité
Une liste exhaustive des penseurs marqués par l’œuvre du philosophe est impossible à établir. Citons, parmi les penseurs et artistes les plus connus : Alfred Adler, Georges Bataille, Maurice Blanchot, Albert Camus, Cioran, Jacques Derrida, Gilles Deleuze, Michel Foucault, Khalil Gibran, André Gide, Hermann Hesse, Muhammad Iqbal, Carl Jung, Martin Heidegger, Níkos Kazantzákis, André Malraux, Thomas Mann, Rainer Maria Rilke, Max Scheler, Albert Schweitzer, Peter Sloterdijk (qui décrit Nietzsche comme « le maître formulateur de ces vérités avec lesquelles on ne peut pas vivre, mais que l'honnêteté intellectuelle aurait répugnance à ignorer »), Philippe Sollers, August Strindberg, Paul Valéry, Rudolf Steiner.

### Nietzsche en Allemagne
- (en) R. Hinton Thomas, Nietzsche in German politics and society, 1890-1918, Manchester : Manchester university press, 1983  (ISBN 0198752709)
- (en) Steven E. Aschheim, The Nietzsche Legacy in Germany: 1890 - 1990, University of California Press, 1992  (ISBN 0520085558)

### Nietzsche en Scandinavie
La pensée de Nietzsche aurait servi de base pour plusieurs travaux des norvégiens Henrik Ibsen, Bjørnstjerne Bjørnson, Knut Hamsun, ainsi que du suédois August Strindberg.
- (en) Crina Leon (Supplément), « Traces of Friedrich Nietzsche's Philosophy in Scandinavian Literature », Philologica Jassynesia, vol. 1, no 19,‎ 2014, p. 159-167 (lire en ligne)

### Nietzsche en France

#### Premières traductions en français (1877 - 1898)
Cette recension s’étend de la première traduction de Nietzsche en français jusqu’à l’année 1898 qui marque le début de la domination des traductions de Henri Albert et de ses collaborateurs au Mercure de France.
1877 :
- Richard Wagner à Bayreuth, traduction Marie Baumgartner, 1877 (Édition sur Wikisource).

1892 :
- Le Cas Wagner, traduction Daniel Halévy et Robert Dreyfus, 1892.
- Ainsi parla Zarathoustra (Fragments, traduction W.P.[?], Société nouvelle).
- Au-delà du bien et du mal, traduction d’extraits par Daniel Halévy et Fernand Gregh, précédée de « Frédéric Nietzsche », dans Le Banquet, année 1, Paris, 1892, no 1, p. 36-40).
- « Nietzsche, Friedrich : Dithyrambes de Dionysos », trad. de Georges Mesnil, dans La Société nouvelle, année 8, Paris, Bruxelles, 1892, T. 1, p. 744-750.

1893 :
- De l’homme supérieur, trad. par Ph. Otten et Hugues Rebell, dans L'Ermitage, année 4, Paris, 1893, no 4, p. 263-271.
- À travers l’œuvre de Frédéric Nietzsche : extraits de tous ses ouvrages, P. Lauterbach et Ad. Wagnon, Paris, Schulz ; Florence, Loescher & Seeber, 1893.

1895 :
- L’Antéchrist, trad. d'Henri Albert, éd. de la revue La Société nouvelle.

1897 :
- La Morale ou la Contre-nature, trad. par H. Lasvignes d’un chapitre du Crépuscule des Faux dieux
- Frédéric Nietzsche : étude et fragments, trad. et préf. par Daniel Halévy et Robert Dreyfus
- Pensées vagabondes d’un intempestif, dans Revue blanche, trad. par H. Lasvignes

1898 :
- Ainsi parlait Zarathoustra, trad. d'Henri Albert, Mercure de France.
- Par-delà le Bien et le Mal, trad. de L. Weiskopf et G. Art.

#### Études
- Charles Andler, Nietzsche, sa vie et sa pensée, Paris, ed. Bossard, 6 volumes, 1920-1931 -en partie sur BNF/Gallica
- Geneviève Bianquis, Nietzsche en France. L’influence de Nietzsche sur la pensée française, Paris, Alcan, 1929
- Pierre Boudot, Nietzsche et les écrivains français de 1930 à 1960, Paris, Éditions Aubier-Montaigne, 1970
- Eric Hollingsworth Deudon, Nietzsche en France. L’antichristianisme et la critique 1891-1915, thèse de Charlottesville, Washington, University Press of America, 1982
- Angelica Schober, Nietzsche et la France, Cent ans de réception française de Nietzsche, thèse de l’Université de Paris X-Nanterre, 1990
- Jacques Le Rider, "France, les premières lectures", Magazine littéraire, n 298, avril 1992
- Louis Pinto, Les Neveux de Zarathoustra, La réception de Nietzsche en France, Seuil 1995
- Jacques Le Rider, Nietzsche en France. De la fin du XIXe siècle au temps présent, Paris, PUF, 1999
- Duncan Large, Nietzsche and Proust: a comparative study, Clarendon Press, 2001
- Donato (Don) Longo, Nietzsche et le mouvement socialiste en France, 1890-1914, thèse de Maîtrise, Universite de Paris VIII, 1981.
- Donato (Don) Longo, La présence de Nietzsche dans les débats politiques et culturels en France pendant l’entre-deux-guerres, 1919-1940, thèse de doctorat, Université de Paris VIII, 1985.
- Laure Verbaere, Le Nietzschéisme français : approche historique de la réception de Nietzsche en France de 1872 à 1910, thèse, Université de Nantes, 1999

### Nietzsche en Chine
- Arena, Leonardo Vittorio, Nietzsche in China in the XXth Century, ebook, 2012.
- (en) Chen Guying, « Zhuang Zi and Nietzsche: plays of perspectives », dans Graham Parkes, Nietzsche and Asian Thought, University of Chicago Press, 1996, 261 p. (ISBN 978-0226646855)
- (en) Roger T. Ames, « Nietzsche's 'will to power' and Chinese 'virtuality' (de): a comparative study », dans Graham Parkes, Nietzsche and Asian Thought, University of Chicago Press, 1996, 261 p. (ISBN 978-0226646855)
- (en) David A. Kelly, « The highest Chinadom: Nietzsche and the Chinese mind, 1907-1989 », dans Graham Parkes, Nietzsche and Asian Thought, University of Chicago Press, 1996, 261 p. (ISBN 978-0226646855)

### Nietzsche au Japon
L’influence considérable de Nietzsche au Japon est un aspect assez méconnu de la réception de sa philosophie.
- Becker, Hans-Joachim, Die frühe Nietzsche-Rezeption in Japan (1893–1903): Ein Beitrag zur Individualismusproblematik im Modernisierungsprozess, Wiesbaden: O. Harrassowicz, 1973
- Graham Parkes, The Early Reception of Nietzsche's Philosophy in Japan, dans Nietzsche and Asian Thought, Chicago: University of Chicago Press, 1991
- (en) Ōkōchi Ryōgi, « Nietzsche's conception of nature from an east-Asian point of view », dans Graham Parkes, Nietzsche and Asian Thought, University of Chicago Press, 1996, 261 p. (ISBN 978-0226646855)
- (en) Arifuku Kōgaku, « The problem of the body in Nietzsche and Dōgen », dans Graham Parkes, Nietzsche and Asian Thought, University of Chicago Press, 1996, 261 p. (ISBN 978-0226646855)
- (en) Sonoda Muneto, « The eloquent silence of Zarathustra », dans Graham Parkes, Nietzsche and Asian Thought, University of Chicago Press, 1996, 261 p. (ISBN 978-0226646855)